# Jim Buchanan
Jim Buchanan, född 22 juli 1955, död 7 juni 1977, var en friidrottare från Kanada. Han deltog vid olympiska sommarspelen 1976.